# Perín-Chym
Perín-Chym és un poble i municipi d'Eslovàquia. Es troba a la regió de Košice, a l'est del país.

## Història
La primera referència escrita de la vila data del 1964.

## Demografia
| Godina             | 1994 | 2004   | 2014   | 2024    |
| ------------------ | ---- | ------ | ------ | ------- |
| Nombre de persones | 1547 | 1498   | 1424   | 1576    |
| Diferència         |      | −3,16% | −4,93% | +10,67% |

| Godina             | 2023 | 2024   |
| ------------------ | ---- | ------ |
| Nombre de persones | 1582 | 1576   |
| Diferència         |      | −0,37% |